# Ночные щурки
Ночны́е щу́рки (лат. Nyctyornis) — род птиц семейства щурковых.
Обитают в Южной и Юго-Восточной Азии.

## Виды
Международный союз орнитологов выделяет два вида:
- Nyctyornis amictus — краснобородая ночная щурка
- Nyctyornis athertoni — синебородая ночная щурка